# نهر بيو
نهر بيو (بالإنجليزية: Bio River) هو أحد الأنهار الرئيسية في شمال بوليفيا، ويُعد رافدًا هامًا لنهر الأمازون عبر نهر ماديرا، ينبع من جبال الأنديز شمال شرق العاصمة لاباز، ويتجه شمالًا عبر الغابات المطيرة الكثيفة في منطقة بني، مشكّلًا جزءًا من الحدود الطبيعية بين عدة أقاليم.